# Diego Rubichi
Diego de los Santos, conocido artísticamente como "Diego Rubichi" fue un cantaor flamenco nacido en Jerez de la Frontera en 1949 y fallecido en Cádiz en 2007

## Familia
Pertenece a la familia de "los Rubichis", donde destacan su padre Domingo de los Santos (Rubichi), también cantaor, y su hijo (guitarrista) "Domingo Rubichi" y su sobrino Tomas “Rubichi”. Manuel "El Agujeta el Viejo" fue tío suyo, y sus primos "Manuel de los Santos Pastor (Agujetas)" y Miguel Pastor de los Santos (Gitanillo de Bronce) entre otros

## Álbumes
- "Luna de Calabozo"
- "Rubichis", con su hijo Domingo Rubichi

## Reconocimientos
Actualmente se está trabajando en levantarle un busto en su ciudad natal.
En el libro-CD "Diego Rubichi, Aljibe jondo", José Luis Gálvez Cabrera recopila opiniones sobre el artista de compañeros de prestigio en el mundo flamenco.